# Chengiopanax sciadophylloides
Chengiopanax sciadophylloides — квітуче дерево з родини Araliaceae, що походить з Японії. Раніше був включений до роду Eleutherococcus, він відрізняється від інших представників цього роду тим, що не має колючок, а дані дослідження ДНК підтверджують поділ.

## Практичне використання
Відомий як косіабура (コシアブラ), гонцетсу і гонцетсуокі в японській кухні, його збирають в дикій природі навесні, як сансаї («гірські овочі») задля молодого листя. Вважають «королевою сансаї». Часто використовується в темпурі, але популярний в різних стравах. Найкращими вважають листки, коли вони настільки ж малі, як каліграфічний пензель, і так називається фуде ха («лист пензля»).

## Галерея

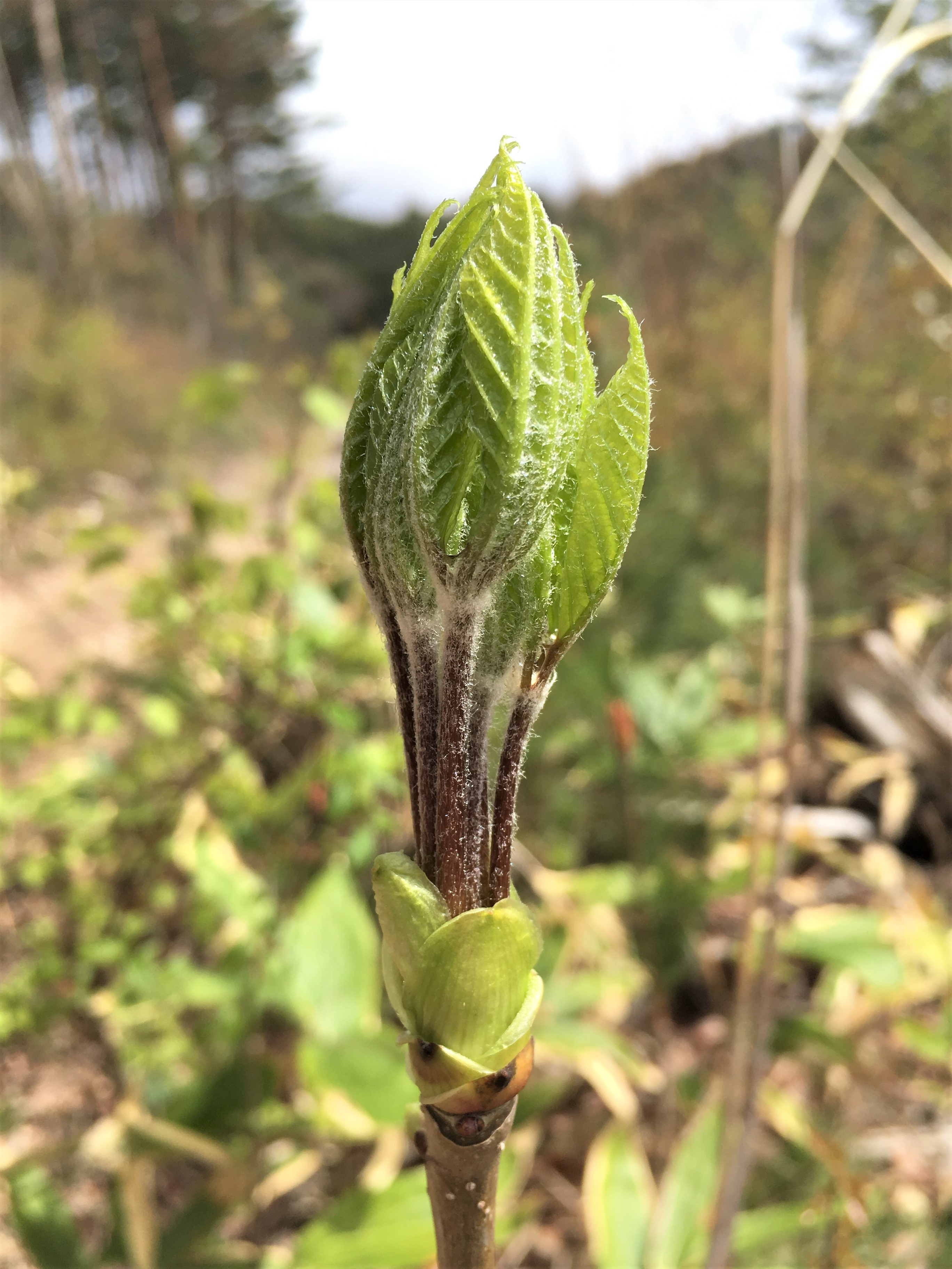
Молоді листя
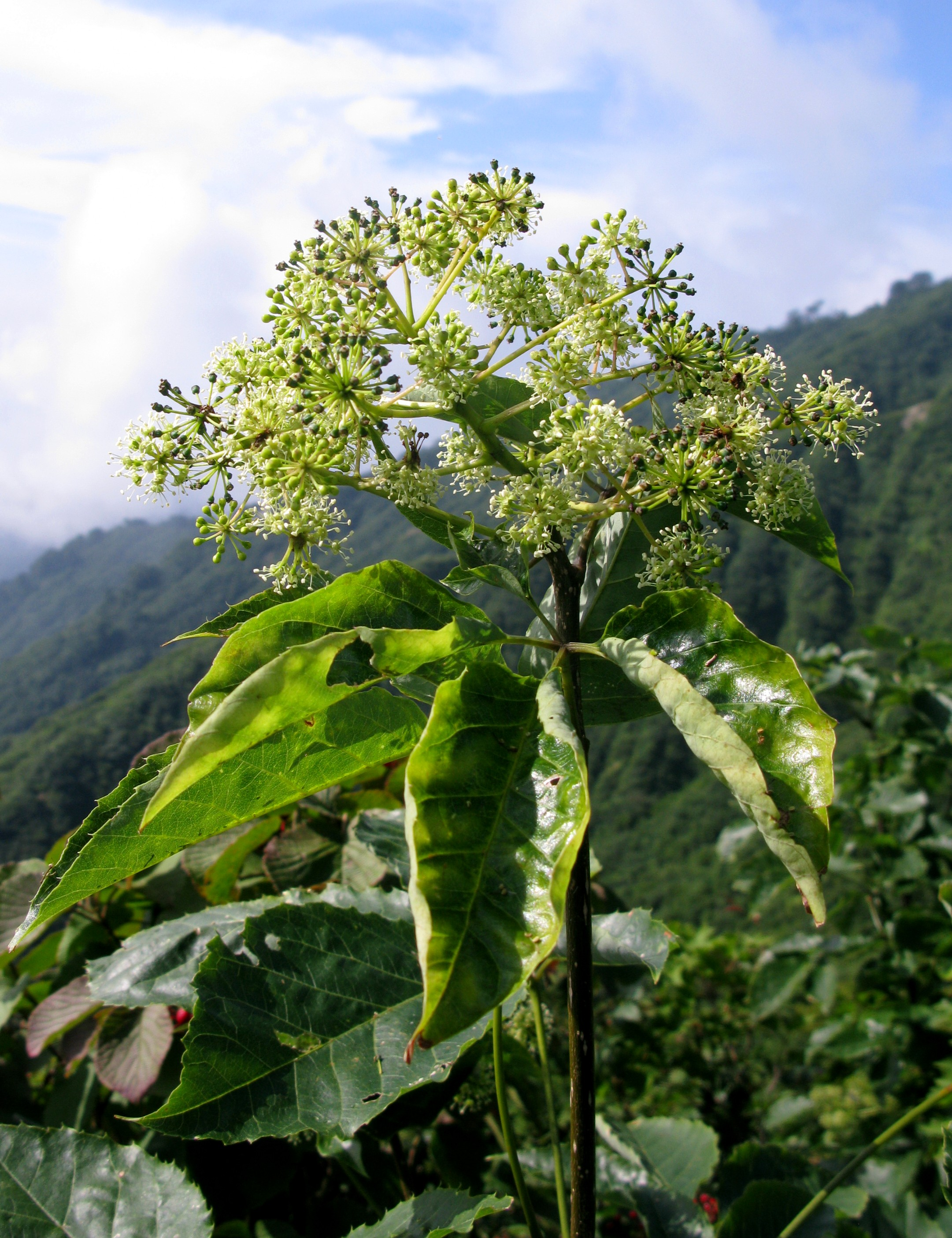
Квіти